# Hodora
Hodora – wieś w Rumunii, w okręgu Jassy, w gminie Cotnari. W 2011 roku liczyła 1453 mieszkańców.

## Współpraca
Miejscowość partnerska:
- Nijlen, Belgia